# Gumersindo Torres
Gumersindo Torres (Coro, Venezuela, 13 de enero de 1875 - Caracas, Venezuela, 17 de junio de 1947) fue un médico y político venezolano. Como ministro de Fomento, se encargó de la promoción de leyes y reglamentos que limitasen la explotación de los recursos naturales en el país por parte de compañías extranjeras. Fue el primer contralor general de la república en 1938, dedicándose a la revisión de cuentas de los ministerios de la administración central del país.

## Primeros años
Fue hijo de Pedro Torres y de Carolina Millet. Comienza sus estudios en el Colegio Federal de Coro, tiempo después pasa a estudiar en el Colegio Federal de Primera Categoría de Falcón donde se gradúa de bachiller en filosofía en 1892. Se muda a Caracas y empieza a estudiar en la Universidad Central de Venezuela (UCV), el 27 de septiembre de 1897 se gradúa allí como doctor en ciencias médicas. Al graduarse, se regresa a ejercer en su ciudad natal.

## Vida política
Al estallar la Revolución Libertadora, Torres apoya la causa, pero al fracasar esta, es detenido en la cárcel de Coro y posteriormente, en 1902, en la fortaleza de San Carlos. En lo que sale de la cárcel regresa a trabajar en el Hospital Central de Coro. En 1908, ocupa el cargo de superintendente de instrucción pública en el estado Falcón y en 1910, la Secretaría de Relaciones Exteriores; en julio de ese año, publica Controbución a la geografía médica y demográfica del estado Falcón.
El 17 de septiembre de 1917, es nombrado como ministro de Fomento, durante su ejercicio del cargo se dedica a la reforma y concientización acerca de la importancia para el país de la explotación de sus recursos naturales. El 27 de junio de 1918, refrienda la Ley de Minas; participa en el decreto reglamento del carbón, petróleo y sustancias similares del 9 de octubre; bajo su asesoría logra que el congreso publique el 19 de junio de 1920, la primera Ley de Hidrocarburos. Ante todas estas reformas, todas las empresas extranjeras que explotaban los recursos del país se opusieron abiertamente y emitieron quejas directamente ante Juan Vicente Gómez. Inmediatamente, Torres fue despedido del cargo de ministro.
Representó a Venezuela en el establecimiento del Instituto Internacional del Paludismo en Roma. Entre los años de 1927 y 1929, fue embajador de Venezuela en los reinos de España y Holanda. El 16 de septiembre de 1929, de nuevo es nombrado como ministro de Fomento, en esta oportunidad obliga a las compañías concesionarias a pagar impuestos por servicios de boya en el Lago de Maracaibo.
El 16 de julio de 1930, crea el Servicio Técnico de Hidrocarburos y promulga el reglamento de la Ley de Hidrocarburos de 1928. Entre otras actividades que realizó como ministro estuvieron la normalización del mercado interno de gasolina, imponer condiciones de trabajo más justas y el fortalecimiento de la Oficina Técnica de Hidrocarburos. En 1932, vuelve a la administración de la aduana de La Guaira y el 23 de mayo de 1941 es elegido como administrador de la aduana de Maracaibo. El 6 de julio de 1943 es nombrado como presidente del estado Bolívar.